# Рой Вудс
Дензел Спенсер (англ. Denzel Spencer; род. 18 апреля 1996, Торонто), более известный под сценическим именем Рой Вудс (Roy Woods; стилизовано как Roy Wood$) — канадский рэпер, певец и автор песен из Брамптона, Онтарио.
Три года проучился в средней школе Тернера — Фентона, прежде чем перейти в среднюю школу Сент-Огастина на свой последний год обучения в старшей школе. До того, как началась музыкальная карьера Дензела, его нередко признавали за приложенные усилия и талант в футболе. Происхождение его имени исходит от юноши, жившего в том же здании, как и он, в Брамптоне, который дал «Рою» его имя, сказав, что предыдущее никуда не годится — после чего Вудс провёл неформальный опрос среди ровесников в своей школе, исходя из которого Roy Wood$ показался «счастливым билетом». В интервью за октябрь 2014-го он назвал несколько своих наибольших вдохновителей, которыми оказались Майкл Джексон, Дрейк, Нелли, Уикнд и PartyNextDoor. Подписан на OVO Sound — лейбл, совместно основанный рэпером Дрейком, продюсером Ноа «40» Шебибом и Оливером Эль-Катибом.

## Карьера

### 2014–настоящее время:ExisиWaking at Dawn
11 июля 2015 года Дрейк совершил премьеру первой песни с мини-альбома Вудса Exis под названием «Drama» на радио Apple Beats 1 во время первого радиошоу OVO Sound; в треке также содержался куплет от босса лейбла Вудса. Спустя две недели, 25 июля 2015 года, была организована премьера второй песни «Get You Good» во втором эпизоде радиошоу OVO Sound.
31 июля 2015 года Вудс выпустил свой дебютный мини-альбом Exis цифровым путём посредством OVO Sound. В 2016 году Вудс в «Твиттере» анонсировал скорый релиз своего нового проекта, Waking at Dawn (с англ. — «Просыпаться на заре»). Waking at Dawn был выпущен 1 июля 2016 года, продвигаемый Вудсом и другими артистами, включая Дрейка и Уиза Калифу, через социальные медиа.

## Дискография

### Студийные альбома
| Название                                                                             | Детали альбома                                                                        | Высшие позиции в чартах | Высшие позиции в чартах | Высшие позиции в чартах | Высшие позиции в чартах | Продажи |
| Название                                                                             | Детали альбома                                                                        | CAN                     | US                      | US R&B /HH              | US R&B                  | Продажи |
| ------------------------------------------------------------------------------------ | ------------------------------------------------------------------------------------- | ----------------------- | ----------------------- | ----------------------- | ----------------------- | ------- |
| Waking at Dawn                                                                       | - Выпущен: 1 июля 2016 - Лейбл: OVO Sound, Warner Bros. - Формат: Цифровое скачивание | 30                      | 127                     | 11                      | 6                       |         |
| «—» означает, что запись не попала в чарт или не была выпущена на данной территории. |                                                                                       |                         |                         |                         |                         |         |

### Мини-альбомы
| Название                                                                             | Детали альбома                                                                         | Высшие позиции в чартах | Высшие позиции в чартах | Высшие позиции в чартах | Высшие позиции в чартах | Продажи |
| Название                                                                             | Детали альбома                                                                         | CAN                     | US                      | US R&B /HH              | US R&B                  | Продажи |
| ------------------------------------------------------------------------------------ | -------------------------------------------------------------------------------------- | ----------------------- | ----------------------- | ----------------------- | ----------------------- | ------- |
| Exis                                                                                 | - Выпущен: 31 июля 2015 - Лейбл: OVO Sound, Warner Bros. - Формат: Цифровое скачивание | —                       | —                       | 27                      | 10                      |         |
| «—» означает, что запись не попала в чарт или не была выпущена на данной территории. |                                                                                        |                         |                         |                         |                         |         |

### Синглы
| Название             | Год  | Альбом         |
| -------------------- | ---- | -------------- |
| «Gwan Big Up Urself» | 2016 | Waking at Dawn |

### Музыкальные видео
| Название             | Год  | Режиссёр(ы) |
| -------------------- | ---- | ----------- |
| «Jealousy»           | 2015 | Jim Joe     |
| «Get You Good»       | 2015 | Kid. Studio |
| «Gwan Big Up Urself» | 2016 | Kid. Studio |

## Туры
- Summer Sixteen Tour[англ.] (с Дрейком и Фьючером) (2016)[14]